# 尾張旭市立旭丘小学校
尾張旭市立旭丘小学校（おわりあさひしりつ あさひがおかしょうがっこう）は、愛知県尾張旭市大久手町にある公立の小学校。

## 校区
校区は旭ケ丘町、大久手町、大字新居（一部）、新居町（一部）、北原山町（一部）、柏井町（一部）、東大久手町1丁目、東大道町（一部）である。
公立中学校に進学する場合は尾張旭市立旭中学校、尾張旭市立東中学校に進学する。

## 沿革
- 1979年（昭和54年）
  - 4月 - 尾張旭市立東栄小学校から分離し、開校。
  - 6月 - 体育館が完成する。

## 交通アクセス
- 名鉄瀬戸線三郷駅下車、徒歩約17分。
- 尾張旭市営バス“あさぴー号”東ルート「あたご保育園前」バス停より徒歩約10分。

## 周辺施設
- 名古屋経営短期大学
- 尾張旭市立旭中学校
- 尾張旭市立東栄小学校
- 尾張旭市旭丘公民館
- 尾張旭市旭丘児童館

## ギャラリー
- 正門
- 尾張旭市旭丘公民館
- 尾張旭市旭丘児童館